# Минамиайдзу (уезд)
Минамиайзу (яп. 南会津郡 Минамиайдзу-гун) уезд расположен в префектуре Фукусима, Япония. Он составляет южную треть Айдзу региона в западной префектуре Фукусима.

Расположение уезда Дате в префектуре Фукусима.

По оценкам на 1 апреля 2017 года, население составляет 26,085 человек, площадь 2341.53 км ², плотность 170 человек / км ².

## Посёлки и сёла
- Минамиайдзу
- Симого
- Тадами
- Хиноэмата

## Слияния
- 20 марта, 2006 посёлок Тадзима и сёла Татеива, Ина и Нанго слились в новый посёлок Минамиайдзу.